# عقديات العروق
عقديات العروق (الاسم العلمي: Ganglioneura) هي فوق طائفة من الرخويات تتبع الشعيبة حاملات الصدف.

## التصنيف
- الرأسقدميات
  - الغمديات
    - الغمديات الحديثة
      - أخطبوطيات الشكل
        - الأخطبوطيات